# روب ماكيلهيني
روبيرت «روب» ماكيلهيني (بالإنجليزية: Robert "Rob" McElhenney) مواليد (14 أبريل، 1977) ممثل، مُخرج، مُنتج وكاتب أمريكي. أشتهر بشخصية ماك بالمُسلسل الكوميدي فيلاديلفيا دائما مشمسة على قناة «FX/FXX».

## نشأتهُ
ولد ماكيلهيني في فيلاديلفيا. في 14 أبريل، 1977. عندما كان صغيراً أحب لعبة التنس وكرة الراح. إرتاد مدرسة ساينت جوزيف الإعدادية. وفي ربيع عام 2013 قام بتأسيس صندوق للمنح الدراسية مع زوجته وزميلتهُ بمسلسل فيلاديلفيا دائماً مشمسة كايتلين اولسون.

## حياتهُ المهنية
بعد تخرجهُ من المدرسة الثانوية إنتقل ماكيلهيني إلى لوس انجلوس بعمر 22 سنة. في 2004، عمل ماكيلهيني نادلاً في إحدى المطاعم عندما جائته فكرة مُسلسل كوميدي عرضها على عدة قنوات. وبعد استلامهُ عدة عروض وافق على عرض قناة «FX» لأنهم أعطوه المزيد من الحرية في عمله.
في 21 يوليو، 2015، أختير ماكيلهيني من قبل شركة موجانج مخرجاً لفيلم ماين كرافت.

## حياتهُ الشخصية
قبل بدء تصوير الموسم الأول من مُسلسل فيلاديلفيا دائما مشمسة، وضف ماكيلهيني المُمثلة كايتلين اولسون بدور دي رينولدز. وكون علاقة غرامية معها خلال الموسم الثاني من المُسلسل، تزوج ماكيلهيني واولسون في في كاليفورنيا في 27 سبتمبر، 2008.
في 2009، أعلن ماكيلهيني واولسون عن شرائهما لحانة سكينيرز في 226 شارع السوق، فيلاديلفيا (39°57′00″N 75°08′41″W / 39.949895°N 75.144795°W). وغيروا اسمها إلى ماكس تافيرن. ولد طفلهما «أكسل لي ماكيلهيني» في 1 سبتمبر، 2010. دخلت اولسون في المخاض أثناء مباراة فريق فيلاديلفيا فيليس لكرة القاعدة. ولد طفلهما الثاني ليو غراي ماكيلهيني في 5 أبريل، 2012.
إستعداداً للموسم الثاني زادَ ماكيلهيني وزنهُ 50 رطلاً (22.6 كغم)، وأطالَ لحيتهُ لإضافة طابع كوميدي لشخصيتهُ في المسلسل. وصف زميلهُ بالمسلسل تشارلي داي ما فعله ماكيلهيني بالمُقرف. خسرَ ماكيلهيني 23 رطلاً بعد انتهاء تصوير الموسم بشهر.

## سيرتهُ المهنية

### سينما

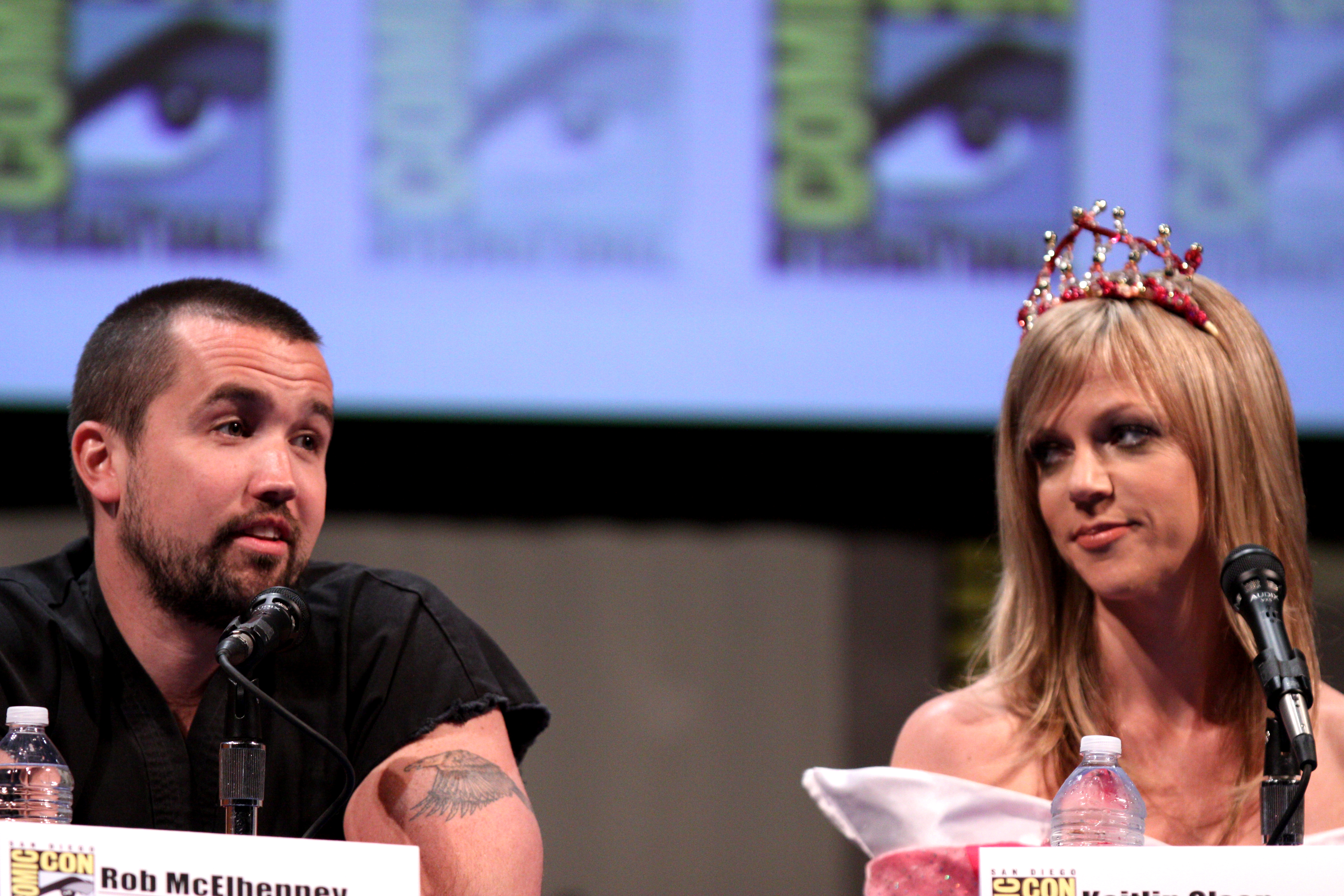
ماكيلهيني و زوجتهُ كايتي اولسون.

| السنة | العنوان                      | العنوان                                | الدور         |
| السنة | بالعربية                     | بالإنجليزية                            | الدور         |
| ----- | ---------------------------- | -------------------------------------- | ------------- |
| 1997  | الشيطان بنفسه                | The Devil's Own                        | كيفن          |
| 1998  | دعوى مدنية                   | A Civil Action                         | المراهق       |
| 2000  | أولاد العجائب                | Wonder Boys                            | الطالب        |
| 2001  | ثلاثة عشر حواراً حول شيء واحد | Thirteen Conversations About One Thing | كريس هاموند   |
| 2001  | قصص نار المخيم               | Campfire Stories                       | ريكي          |
| 2002  | القصة الطويلة مختصراً         | Long Story Short                       | ترينت         |
| 2003  | الأيام الأخيرة               | Latter Days                            | أيلدر هارمون  |
| 2004  | كشك الرسوم                   | The Tollbooth                          | سيمون ستانتون |

### تلفاز
| السنة      | العنوان                | العنوان                           | الدور     | ملاحظات                   |
| السنة      | بالعربية               | بالإنجليزية                       | الدور     | ملاحظات                   |
| ---------- | ---------------------- | --------------------------------- | --------- | ------------------------- |
| 1997       | قانون ونظام            | Law & Order                       | جوي تيمون | 1 حلقة                    |
| 2004       | إي آر                  | ER                                | آندي فيش  | 1 حلقة                    |
| 2005-الآن  | فيلاديلفيا دائماً مشمسة | It's Always Sunny in Philadelphia | الطالب    | دور رئيسي، مُعد كاتب ومنتج |
| 2007، 2010 | الضياع                 | Lost                              | آلدو      | 2 حلقات                   |
| 2011-2012  | كيف تكون رجلا محترماً   | How to Be a Gentleman             |           | منتج مستشار               |
| 2012       |                        | Living Loaded                     |           | مُعد ومنتج منفذ            |
| 2012       | بدون رقابة             | Unsupervised                      |           | منتج منفذ                 |
| 2014-2015  | مشروع ميندي            | The Mindy Project                 | لو توكيرز | 3 حلقات                   |

## وصلات خارجية
- روب ماكيلهيني على موقع IMDb (الإنجليزية)
- روب ماكيلهيني على موقع ألو سيني (الفرنسية)
- روب ماكيلهيني على موقع أول موفي (الإنجليزية)
- روب ماكيلهيني على موقع قاعدة بيانات الفيلم (الإنجليزية)
- روب ماكيلهيني على موقع كينوبويسك (الروسية)